# 厄德斯赫格市镇
厄德斯赫格市镇（瑞典語：Ödeshögs kommun）是瑞典东南部东约特兰省的一个市镇。其治所位于厄德斯赫格。